# Караубас (Параиба)
Караубас (порт. Caraúbas) — муниципалитет в Бразилии. входит в штат Параиба. Составная часть мезорегиона Борборема. Входит в экономико-статистический микрорегион Карири-Ориентал, который входит в Борборема. Население составляет 3808 человек на 2006 год. Занимает площадь 445,575 км². Плотность населения — 8,5 чел./км².

## Статистика
- Валовой внутренний продукт на 2003 год составляет 8 837 674,00 реалов (данные: Бразильский институт географии и статистики).
- Валовой внутренний продукт на душу населения на 2003 год составляет 2502,88 реалов (данные: Бразильский институт географии и статистики).
- Индекс развития человеческого потенциала на 2000 год составляет 0,623 (данные: Программа развития ООН).